# Yvette Freeman
Yvette Freeman (Wilmington (Delaware), 1 de outubro de 1957) é uma atriz, cantora e cineasta norte-americana, conhecida pela participação na série Orange Is the New Black.